# Хронологија СФРЈ март 1990.
Хронолошки преглед важнијих догађаја везаних за друштвено-политичка дешавања у Социјалистичкој Федеративној Републици Југославији (СФРЈ), као и општа политичка, друштвена, спортска и културна дешавања која су се догодила у току марта месеца 1990. године.
| ← фебруар | ← фебруар | ← фебруар | ← фебруар | ← фебруар | ← фебруар | ← фебруар | ← фебруар | Хронологија СФРЈ током 1990. | Хронологија СФРЈ током 1990. | Хронологија СФРЈ током 1990. | Хронологија СФРЈ током 1990. | Хронологија СФРЈ током 1990. | Хронологија СФРЈ током 1990. | Хронологија СФРЈ током 1990. | Хронологија СФРЈ током 1990. | Хронологија СФРЈ током 1990. | Хронологија СФРЈ током 1990. | Хронологија СФРЈ током 1990. | Хронологија СФРЈ током 1990. | Хронологија СФРЈ током 1990. | Хронологија СФРЈ током 1990. | Хронологија СФРЈ током 1990. | април → | април → | април → | април → | април → | април → | април → | април → |
| Ч         | П         | С         | Н         | П         | У         | С         | Ч         | П                            | С                            | Н                            | П                            | У                            | С                            | Ч                            | П                            | С                            | Н                            | П                            | У                            | С                            | Ч                            | П                            | С       | Н       | П       | У       | С       | Ч       | П       | С       |
| 1         | 2         | 3         | 4         | 5         | 6         | 7         | 8         | 9                            | 10                           | 11                           | 12                           | 13                           | 14                           | 15                           | 16                           | 17                           | 18                           | 19                           | 20                           | 21                           | 22                           | 23                           | 24      | 25      | 26      | 27      | 28      | 29      | 30      | 31      |

## Догађаји

### 1. март
- Народна банка Југославије, у складу са савезним економским реформама издала нове новчанице апоена од 100 и 500 динара. Новчаница од 100 динара, на којој се налазио лик девојке са марамом, била је деноминација новчанице од 1.000.000 динара из 1989, а новчаница од 500 динара, на којој се налазио лик младића, била је потпуно нова новчаница (новчанице су биле у оптицају, уз мање измене, све до 1992).
- У Загребу формирана „Коалиција народног споразума“, коју је сачињавало неколико социјалдемократских и либералних партија, на чијем су челу биле некадашње вође „Хрватског пролећа“ из 1971 — Мико Трипало, Савка Дабчевић-Кучар, Иван Ступек, Драгутин Харамија, Срећко Бијелић и др.

### 2. март
- У Београду умро Бошко Шиљеговић (1915—1990) генерал-пуковник и друштвено-политички радник у пензији и носилац Ордена народног хероја. Сахрањен је 6. марта у родном селу Мирковац, код Босанске Дубице.[1][2]

### 4. март
- На Петровој гори, на Кордуну, одржан митинг под називом Народни збор Братства и јединства, којем је присуствовало више десетина хиљада грађана Лике, Баније, Кордуна, Босанске Крајине, Покупља и других делова Хрватске и Босне и Херцеговине, углавном српске националности. Међу говорницима на митингу био је и Душан Пекић, пензионисани генерал-пуковник, народни херој и члан Председништва СУБНОР-а Југославије, који је упозорио окупљене да — шовинистичке, националистичке и профашистичке партије нуде мржњу и обећавају срећу својим народима у новим великонационалним државама.

### 5. март
- У Сарајеву Скупштина СР Босне и Херцеговине донела Уставни закон којим су поништени избори за Скупштину Босне и Херцегвине, расписани 25. јануара 1990, а мандат актулног скупштинског сазива продужен до краја године са циљем стварања реалних предуслова за равноправно учешће свих политичких партија и спровођење демократских избора вишестранаког типа. Овом одлуком званичен је вишестраначки систем у СР Босни и Херцеговини, а у наредном периоду дошло је до стварања првих политичких организација.[3]

### 8. март
- Скупштина Социјалистичке Републике Словеније изгласала амандмане на Устав СР Словеније, којима је из назива ове републике избрисана реч „социјалистичка“.[а][4]

### 14. март
- У Београду одржан Оснивачки сабор Српског покрета обнове (СПО), на ком је дошло до уједињења Српског слободарског покрета, Војислава Шешеља и фракције Српске народне обнове, Вука Драшковића. За председника странке изабран је Вук Драшковић, а већ у мају Шешељ је напустио странку (странка је била једна од најјачих опозиционих странака током владавине Слободана Милошевића).

### 18. март
- У Бенковцу одржана Оснивачка скупштина огранка Хрватске демократске заједнице (ХДЗ), коме је присуствовао председник странке др Фрањо Туђман, чији је говор прекинут — аплаузима с једне и звиждуцима с друге стране. На бину, на којој се налазио припадници српског народа су бацали јаја и пивске флаше, а у тренутку напада на Туђмана настала је општа гужва. Сутрадан је Републички СУП Хрватске саопштио да је пиштољ, који је имао Бошко Чубриловић када се приближио бини на којој се налазио Туђман, био плински и да он не може изазвати повреде.

### 21. март
- У Сарајеву, код Вишег суда Савез комуниста Босне и Херцеговине (СК БиХ) се регистровао као политичка странка (била је то прва постојећа друштвено-политичка организација у овој републици која је се званично регистровала код надлежних судских органа).[5]

### 22. март
- У више места САП Косово — Подујево, Вучитрн, Урошевац, Липљан и др, више стотина ђака основних и средњих школа, албанске националности, пријавило симптоме тровања, а у наредних неколико дана број „наводно отрованих“ се попео на око 3.000 ђака. Албанци су за наводно тровање оптуживали припаднике милиције и ЈНА, као и руководство СР Србије. Савезно извршно веће формирало је посебну комисију са задатком да испита случај наводног тровања, а стручњаци са Војномедицинске академије (ВМА) нису пронашли никакве доказе за тровање или епидемију.[6]

### 28. март
- У Београду свечано прослављен први по реду Дан државности, у знак сећања на 28. март 1989. када су донети амандмани на Устав СР Србије, којим су смањене надлежности покрајина.[7]

### 30. март
- У Београду одржана неуспела пленарна седница Централног комитета Савеза комуниста Југославије, која је потом преименована у радно-консултативни састанак за припрему наставка Четрнаестог конгреса СКЈ, прекинутог 22. јануара. На седници није било кворума, јер нису дошли делегати СК Словеније, као ни већина делегата СК Хрватске (1 делегат) и СК Македоније (3 делегата), док су делегати СК Босне и Херцеговине напустили седницу.[8]

### 31. март
- У Љубљани, предузеће „Липа Холдинг“ издало нову незваничну „валуту“ Републике Словеније — словеначку липу, која никада није званично призната и коришћена је као помоћно платно средство (званична валута Словеније био је југословенски динар, све до проглашења независности, када је 8. јула 1991. уведена нова званична валута — словеначки толар).